# Lisa Cameron
Pour les articles homonymes, voir Cameron.
Lisa Cameron, née le 8 avril 1972 à Glasgow (Écosse), est une femme politique et psychologue clinicienne consultante britannique. Ancienne membre du Parti national écossais (SNP), elle fait défection et rejoint le Parti conservateur en octobre 2023. Elle est députée de la circonscription d'East Kilbride, Strathaven et Lesmahagow à la Chambre des communes du Royaume-Uni de 2015 à 2024.

## Jeunesse et carrière
Lisa Cameron est née le 8 avril 1972, fille de Campbell McCulloch et Sandra Cameron à Glasgow, en Écosse,, et grandit à Westwood, East Kilbride. Elle fait ses premières études à l'école primaire de South Park, à l'école primaire East Milton et à l'école secondaire Duncanrig. Elle fréquente l'Université de Strathclyde où elle obtient un BSc. diplôme en psychologie. Cameron obtient ensuite un MSc. en psychologie et santé de l'Université de Stirling avant d'obtenir son DClinPsy. de l'Université de Glasgow. Après avoir terminé ses études supérieures, Cameron se spécialise en psychologie médico-légale et clinique et travaille comme psychologue clinicienne au NHS et comme évaluatrice pour la Scottish Risk Management Authority.
Cameron vote en faveur de l'indépendance écossaise lors du référendum sur l'indépendance écossaise de 2014. Après l'annonce des résultats du référendum, où l'Écosse vote pour continuer à faire partie du Royaume-Uni; elle rejoint le Parti national écossais (SNP). Cameron est également représentante syndicale pour Unite depuis plus d'une décennie.

## Carrière parlementaire
Cameron est sélectionnée pour le siège d'East Kilbride, Strathaven et Lesmahagow pour le SNP aux Élections générales britanniques de 2015. Elle obtient 33 678 voix, avec une majorité de 16 527 voix sur le député travailliste sortant, Michael McCann. Le siège et son prédécesseur, East Kilbride, étaient contrôlés par le Parti travailliste depuis 1974.
Cameron est la première psychologue clinicienne à être élue députée à la Chambre des communes. Au cours de la législature 2015-2017, Cameron fait partie du Comité du développement international et du Sous-comité du développement international sur les travaux de la Commission indépendante pour l'impact de l'aide.
Elle conserve son siège aux élections générales anticipées de 2017 avec 21023 voix et une majorité de 3866 voix. À la suite de l'élection, Cameron est élue pour faire partie du Health Select Committee et du Commons Reference Group sur la représentation et l'inclusion. Elle est présidente des groupes parlementaires multipartites (APPG) sur le Chili, le handicap, le bien-être des chiens, la psychologie, le textile et la mode et coprésidente de l'APPG sur les nouvelles villes.
Cameron est réélue aux élections générales de 2019 avec une majorité de 13322 voix.
Le 12 octobre 2023, Lisa Cameron annonce qu'elle quitte le SNP et rejoint le Parti conservateur. Elle fait cette annonce le jour où les militants locaux du SNP doivent voter pour savoir si elle sera à nouveau candidate du SNP aux prochaines élections générales, élection qu'elle risque de perdre. Lisa Cameron accuse le groupe SNP à Westminster de l'avoir harcelée. Mais des militants locaux et des responsables du SNP lui reprochent son manque d'implication,. Elle ne se représente pas en 2024.

## Vie privée
Lisa est mariée à Mark Horsham depuis 2009, ils ont deux filles et vivent dans le South Lanarkshire. En plus de ses activités parlementaires, elle continue de travailler en tant que psychologue clinicienne consultante pour le NHS Greater Glasgow et Clyde.